# Isochilus linearis
Isochilus linearis es una especie de orquídea epífita o litofita nativa de México a Argentina y en las Antillas.

## Descripción
Son orquídeas de tamaño mediano, que prefiere el clima templado a frío, epífitas de hasta 30 cm de alto; tallos erectos, hasta 1.2 mm de ancho, revestidos de vainas verrugosas. Hojas lineares, 3.5–4 cm de largo y 2.5–3.5 mm de ancho. Inflorescencia más o menos unilateral, laxa o pauciflora, con 3–6 flores muy aproximadas y todas abiertas al mismo tiempo, las brácteas florales lanceoladas, de 6 mm de largo, acuminadas, rojo carmín, las flores de color rojo carmín, el labelo con 2 manchas obscuras cerca de la parte contraída en el 1/3 apical; sépalos elíptico-lanceolados, 9.5 mm de largo y 4 mm de ancho, agudos, connados en los 3/4 basales; pétalos espatulados, 9 mm de largo y 5 mm de ancho, subagudos; labelo angostamente lanceolado, 9 mm de largo y 1.5 mm de ancho, ligeramente cóncavo con los bordes encorvados y ondeados, agudo, unguiculado; columna 6.5 mm de largo, ápice 3-lobado, los lobos laterales más largos que el medio, con un diente agudo en el borde anterior del rostelo; ovario y pedicelo juntos 6 mm de largo.

## Distribución y hábitat
Encontrado en Cuba, República Dominicana, Haití, Jamaica, Puerto Rico, Trinidad y Tobago, Islas de Barlovento, El Salvador, Guatemala, Honduras, Nicaragua, Costa Rica, Panamá, Guayana Francesa, Surinam, Guyana, Venezuela, Colombia, Ecuador, Perú, Bolivia, Brasil, Paraguay y Argentina, donde se encuentra en los bosques lluviosos montanos y bosques mixtos a una altitud de 1000–1500 metros.

## Taxonomía
Isochilus linearis fue descrita por Hamer & Garay y publicado en Hortus Kewensis; or, a Catalogue of the Plants Cultivated in the Royal Botanic Garden at Kew. London (2nd ed.) 5: 209. 1813.
Etimología
Isochilus: nombre genérico que deriva de dos palabras latinizadas del griego: ισος (isos), que significa "igual" y χειλος (kheilos), que significa "labio", en referencia al hecho de que sus pétalos y sépalos tienen el mismo tamaño del labio.
Linearis: epíteto latino que significa "lineal".
Sinonimia
- Coilostylis obtusifolia Raf. 1836
- Cymbidium lineare (Jacq.) Sw. 1799
- Epidendrum lineare Jacq. 1760 (basiónimo)
- Isochilus brasiliensis Schltr. 1921
- Isochilus leucanthus Barb.Rodr. 1877
- Isochilus pauciflorus Cogn. 1910
- Isochilus peruvianus Schltr. 1921
- Leptothrium lineare (Jacq.) Kunth 1815[1][5][6]
- Isochilus linearis var. leucanthus (Barb.Rodr.) Cogn.